# 몬스터 프로젝트
몬스터 프로젝트(The Monster Project)는 미국에서 제작된 빅터 마티유 감독의 2017년 액션, 공포 영화이다. 저스틴 브루어닝, 토비 헤밍웨이 등이 주연으로 출연하였다.

## 출연

### 주연
- 이본느 지마
- 토비 헤밍웨이
- 저스틴 브루어닝

### 조연
- 짐 스톰
- 뮤리엘 주커